# Andrena fulva
Andrena fulva (Müller, 1766) è un insetto apoideo della famiglia Andrenidae, diffuso in Europa.

## Descrizione
I maschi misurano 10-12 mm di lunghezza e le femmine 8-10 mm. Torace e addome sono ricoperti da una fitta peluria fulvo-rossastra sul dorso e nera sul ventre.

## Distribuzione e habitat
La specie ha un areale europeo che si estende dalla penisola iberica ai Balcani. In Italia è presente in tutta la penisola, assente in Sicilia e Sardegna .

## Biologia
È un'ape solitaria che costruisce il suo nido nel terreno. In alcuni casi può dare luogo ad aggregazioni di alcune centinaia di individui, ma ognuno mantiene un proprio nido separato dagli altri. 
L'accoppiamento avviene in primavera. La femmina depone l'uovo in una cella sotterranea che riempie di nettare e polline che servirà da nutrimento alla larva. Dopo aver trascorso l'inverno allo stadio di pupa, gli insetti adulti escono dal nido in primavera.

## Ecologia
A. fulva è uno degli insetti impollinatori del Ribes (R. rubrum, R. nigrum)